# Фантин, Антонио
Антонио Фантин (итал. Antonio Fantin; род. 3 августа 2001, Латизана, Фриули-Венеция-Джулия) ― итальянский пловец-паралимпиец. Участвует в паралимпийских соревнованиях S5 и SM5 (индивидуальное комплексное плавание).
Фантин является членом спортивного клуба Gruppo Sportivo Fiamme Oro.

## Биография
Родился 3 августа 2001 года, Латизана, Италия.
Антонио Фантин начал плавать в четыре года в Линьяно-Саббьядоро, Италия. Он привлек международное внимание, когда выступал на чемпионате мира по плаванию в 2017 году в столице Мексики в возрасте 16 лет, выиграв в категории S6 на 400 метров вольным стилем. Всего на том чемпионате он завоевал пять медалей: помимо золота, еще две серебряные и две бронзовые медали.
В следующем году Фантин был реклассифицирован как S5 и снова представлял Италию на чемпионате Европы по паралимпийскому плаванию 2018 года в Дублине, Ирландия. Там Фантин выиграл 4 золотые медали и в целом шесть медалей, попав в пятерку лучших индивидуальных спортсменов на этом турнире.
На летних Паралимпийских играх 2020 в Токио Антонио Фантин стал завоевал золотую медаль в финале заплыва на 100 м вольным стилем S6. Кроме этого он выиграл серебряную медаль в дисциплине «Смешанная эстафета 4 × 50 м, вольный стиль, 20 очков».